# Pensacola darlingtoni
Pensacola darlingtoni är en spindelart som beskrevs av Bryant 1943. Pensacola darlingtoni ingår i släktet Pensacola och familjen hoppspindlar. Inga underarter finns listade i Catalogue of Life.